# Крістоф Людвіг Агрікола
Крістоф Людвіг Агрікола, також Аґрікола (нім. Christoph Ludwig Agricola; 5 листопада 1667, Регенсбург, Баварія — 8 серпня 1719, Регенсбург) — німецький живописець-пейзажист і гравер.

## Біографічні відомості
Біографічні відомості про художника вкрай убогі. Відомо, що він походив із респектабельної родини. Його батько Андреас Вільгельм Агрікола (1625—1684) був членом міської ради Регенсбурга; мати — Сібіла Катаріна (1644—1682) походила з родини комерсантів. Більшу частину свого життя Агрікола провів у подорожах: відвідав Англію, Нідерланди та Францію, тривалий час жив та працював в Аугсбурзі та Неаполі.
Створені ним пейзажі надзвичайно точно зображають природу за різної погоди та в різні пори року. Він захоплювався зображенням птахів. Місце народження художника (Регенсбург на Дунаї) дозволяє гіпотетично пов'язати його творчість з особливостями мистецтва дунайської школи. Деякі пейзажі відображають вплив малих голландців, інші — Нікола Пуссена та Клода Лоррена. У цьому плані його можна назвати прихильником романізму. Більшість робіт художника створено у невеликому, так званому кабінетному форматі (Kabinettformat). Агрікола також займався малюнком та гравюрою, відомо п'ять створених ним офортів. Невеликі за розміром графічні аркуші відзначені його ініціалами: CLA.
Живописні твори Агріколи переважно зберігаються в німецьких, колишніх княжих картинних галереях, зокрема в Брауншвайзі, Дессау, Дрездені, Касселі, Шверіні, але їх також можна знайти в Бреслау, Празі, Копенгагені, Венеції, Флоренції та Неаполі
Портрет Агріколи, написаний в 1709 році венеціанською художницею Розальбою Карр'єра, не зберігся, але він відтворений у техніці меццо-тинто в 1711 році аугсбурзьким гравером на міді Бернгардом Фогелем.
Учнями Агріколи були Крістіан Гільфготт Бранд, Йоганн Александр Тіле та Фабіо Черуті.

## Галерея

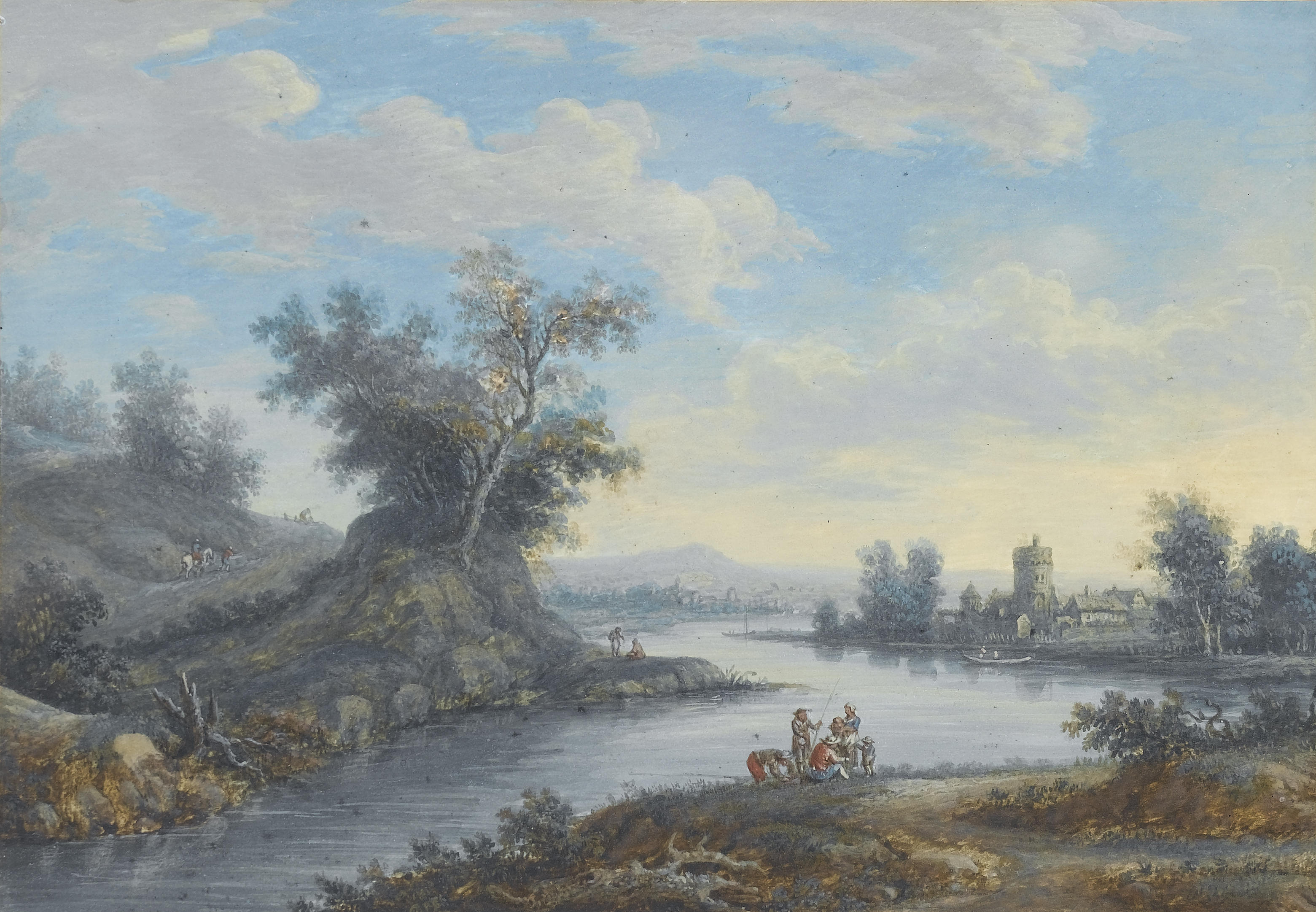
Кам'янистий річковий краєвид з мандрівниками на ґрунтовій дорозі та людьми, що відпочивають біля водоспаду. Папір, гуаш
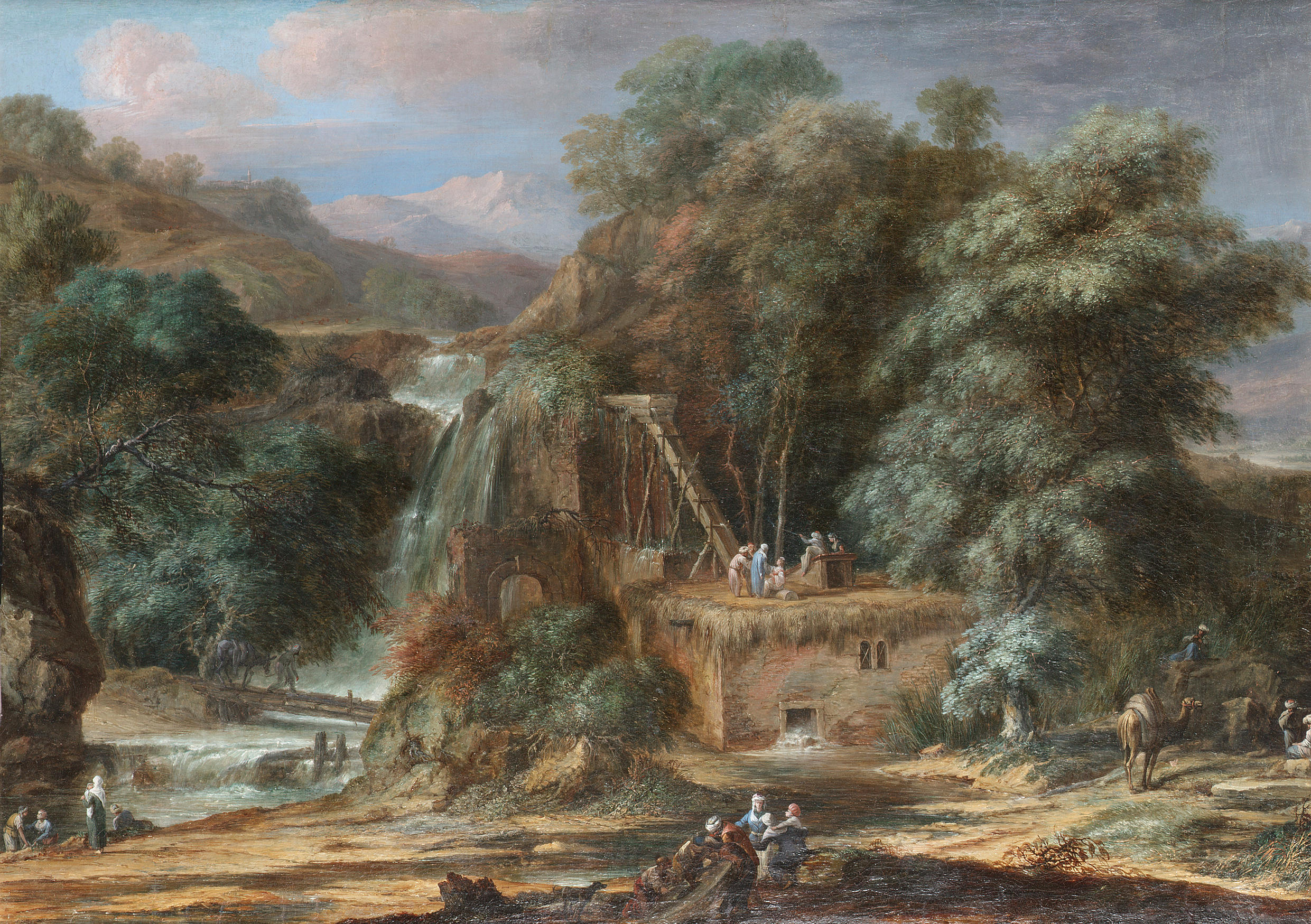
Річковий краєвид з фігурами, що будують акведук біля водоспадів, східними фігурами та верблюдами поблизу. Полотно, олія
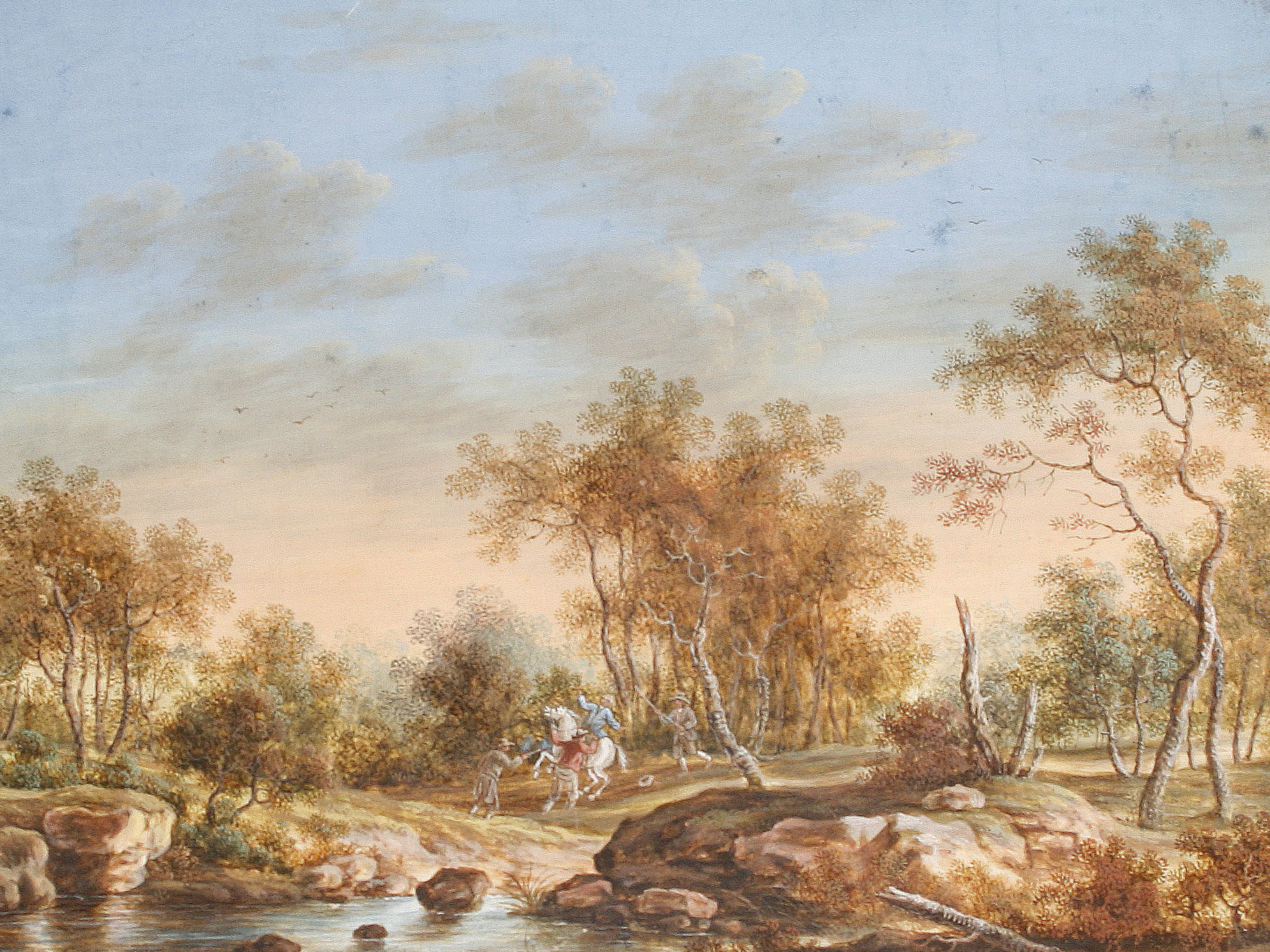
Грабіжники стріляють у мандрівників. Папір, гуаш
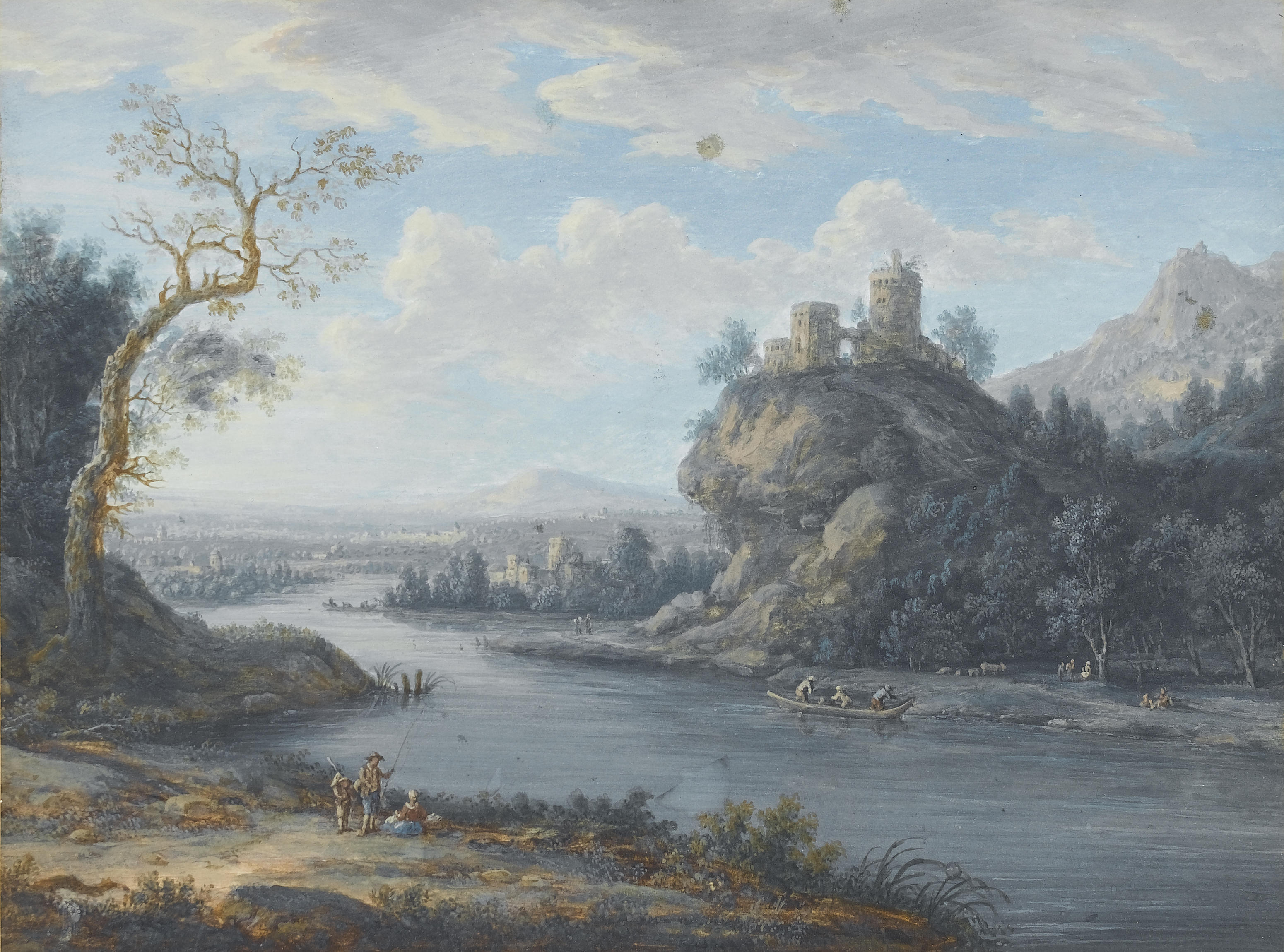
Річковий краєвид з рибалками. Папір, гуаш
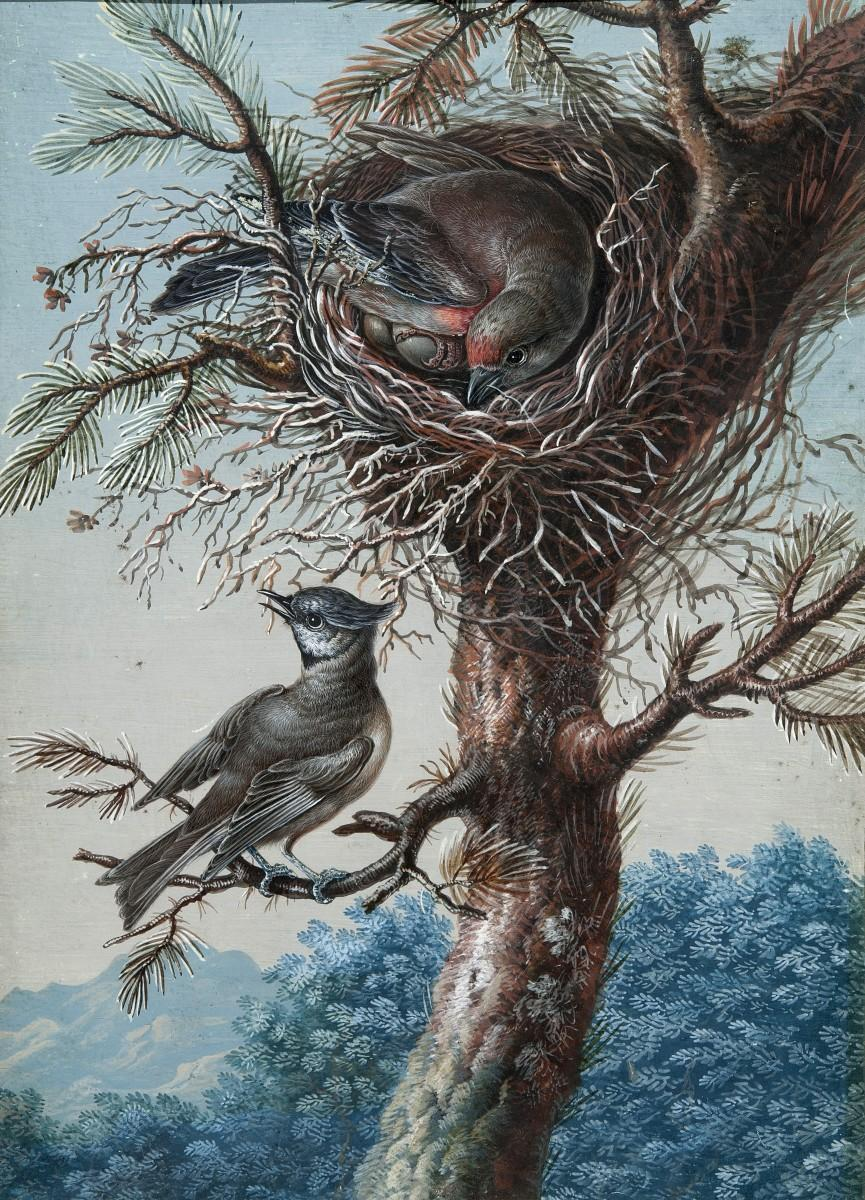
Коноплянка та чубата синиця. Папір, гуаш
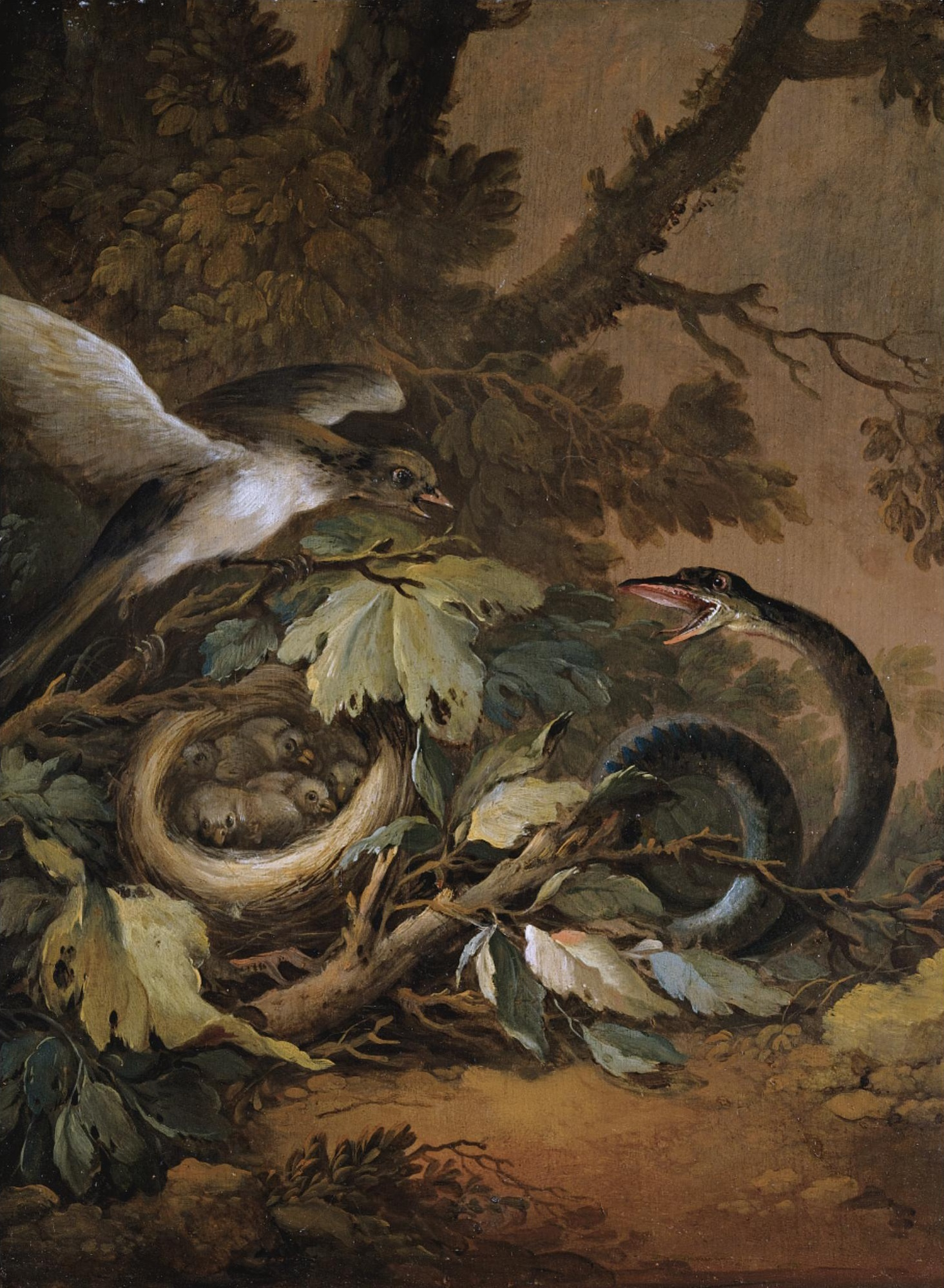
Натюрморт зі змією та пташиним гніздом. Дерево, олія
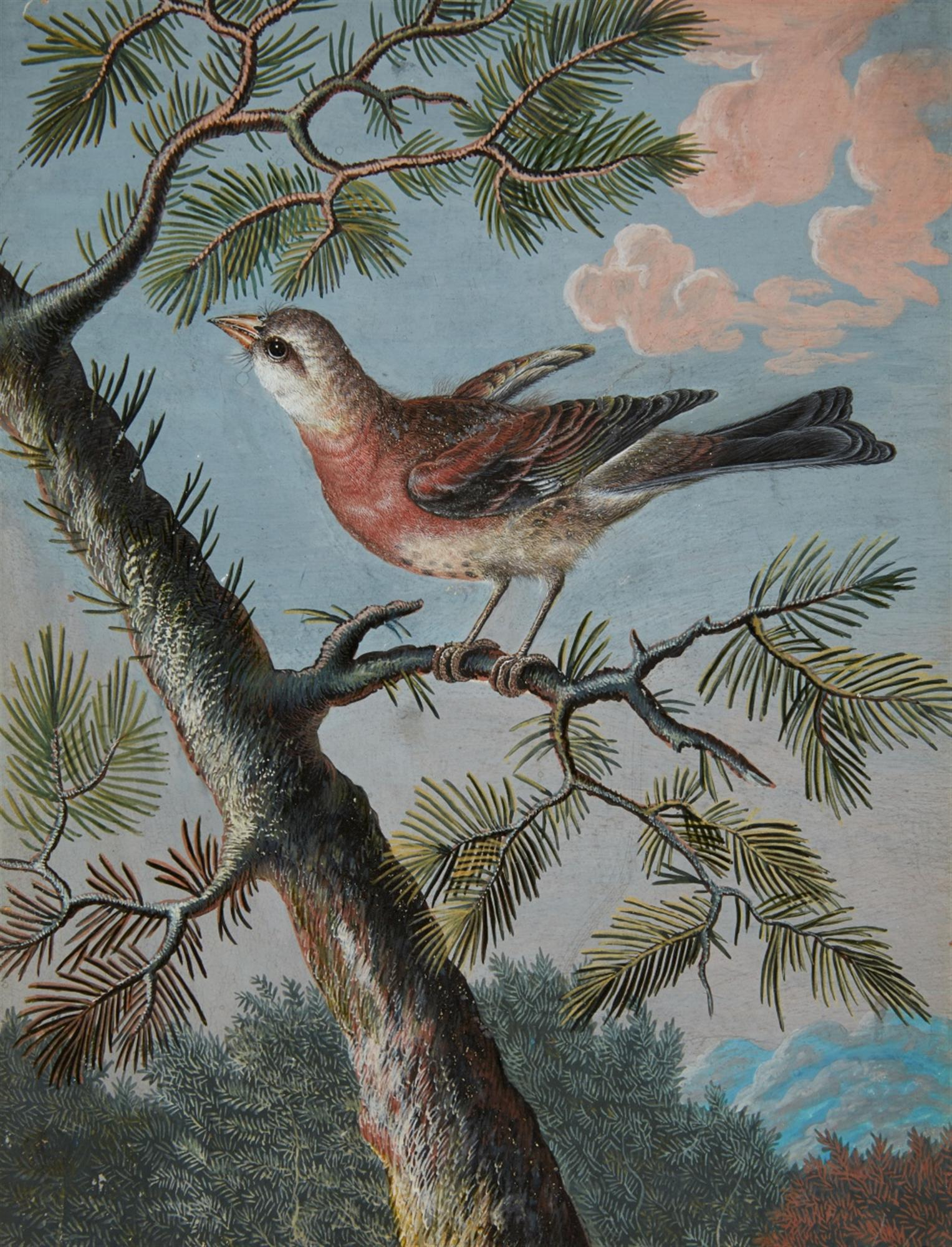
Співочий птах на хвойному дереві. Папір, гуаш